# Villa Hermosa (Tecoanapa)
Villa Hermosa es una localidad del estado mexicano de Guerrero. Es parte del municipio de Tecoanapa.

## Demografía
| Gráfica de evolución demográfica |
|                                  |

| Censo | Población |
| ----- | --------- |
| 1950  | 280       |
| 1960  | 340       |
| 1970  | 376       |
| 1980  | 744       |
| 1990  | 934       |
| 2000  | 1 214     |
| 2010  | 1 358     |
| 2020  | 1 637     |